# Biesenweiher
Der Biesenweiher ist ein rund ein Hektar (= 10.000 Quadratmeter) großer Weiher im Gebiet der baden-württembergischen Stadt Isny im Allgäu im Landkreis Ravensburg in Deutschland.

## Lage
Der „Biesenweiher“ liegt auf einer Höhe von 733 m ü. NHN, rund 1,8 Kilometer südöstlich der Stadtmitte Isnys, bei den Weilern Biesen im Süden und Gschwend im Osten.

## Hydrologie
Der „Biesenweiher“ hat ein Einzugsgebiet von rund 346 Hektar. Bei einer Größe von 0,93 Hektar (= 9300 Quadratmeter), einer mittleren Tiefe von 1,1 Meter und einer maximalen Tiefe von 2,2 Meter beträgt das Seevolumen rund 9.800 Kubikmeter.
Gespeist wird der „Biesenweiher“ über zwei Gräben aus südlicher und westlicher Richtung. Der Ablauf des Weihers erfolgt über den Rotbach in die Untere Argen zum Bodensee und damit in den Rhein und letztendlich in die Nordsee.

## Ökologie
Seit 2010 sind Isny und Maierhöfen (nur Einzugsgebiet) mit dem „Biesenweiher“ am Aktionsprogramm zur Sanierung oberschwäbischer Seen beteiligt. Ein wichtiges Ziel dieses Programms ist, Nährstoffeinträge in Bäche, Seen und Weiher zu verringern und die Gewässer dadurch in ihrem Zustand zu verbessern und zu erhalten.
Das Einzugsgebiet des Weihers wird zu 20 Prozent für die Wald- und 75 Prozent für die Landwirtschaft – davon 70 % Grünland und 5 % Ackerland – genutzt.
| Jahr                                     | 2011   | 2016  | 2020  |
| Gesamt PO4-Phosphor (µg/l)               | 170,00 | 73,00 | 76,00 |
| Chlorophyll a (µg/l)                     | 32,00  |       |       |
| Chlorophyll a-Spitze (µg/l)              | 70,00  |       |       |
| anorganischer Gesamt-Stickstoff a (mg/l) | 0,87   |       |       |
| Sichttiefe (m)                           | 0,60   |       |       |
| Trophiestufe                             |        |       | e1    |